# Dansk Voksenundervisning i Sydslesvig
Dansk Voksenundervisning i Sydslesvig tilbyder dansksproget undervisning for personer over 18 år i en række fag på forskellige niveauer. Undervisningen er i indhold og form specielt tilrettelagt for voksne. Undervisningen tilbydes oftest i form af aftenkurser på danske skoler eller biblioteker i Sydslesvig. Voksenundervisningens tilbud omfatter blandt andet forskellige både kreative og musiske fag, men også edb-kurser samt dansk-, frisisk- og andre sprogkurser. 
Administrativt er den danske voksenundervisning placeret under Dansk Skoleforening for Sydslesvig. Voksenundervisningens øverste organ er et repræsentantskab, som består af repræsentanter af flere dansk-sydslesvigske institutioner.

## Ekstern hevisning
- Officiel hjemmeside